# Сандра Ромейн
Сандра Ромейн (на английски: Sandra Romain) е артистичен псевдоним на румънската порнографска актриса Мариора Корнелия Попеску (Marioara Cornelia Popescu), родена на 26 март 1978 г. в град Тимишоара, Румъния.

## Награди и номинации
Носителка на награди
- 2006: AVN награда за най-добра секс сцена в чуждестранна продукция – „Евро доминация“.[3]
- 2007: AVN награда за най-добра секс сцена с тройка – „Чукай робите“ (със Саша Грей и Мануел Ферара).[4]
- 2007: AVN награда за най-добра секс сцена в чуждестранна продукция – „Числено превъзходство 4“ (с Изабел Айс, Дора Вентер, Кати, Карина, Никол, Пума Блек, Ерик Евърхард, Стив Холмс и Роберт Розенберг).[4]

Номинации
- 2005: Номинация за AVN награда за чуждестранна изпълнителка на годината.[5]
- 2007: Номинация за AVN награда за изпълнителка на годината.[6]